# La Permission de dix heures

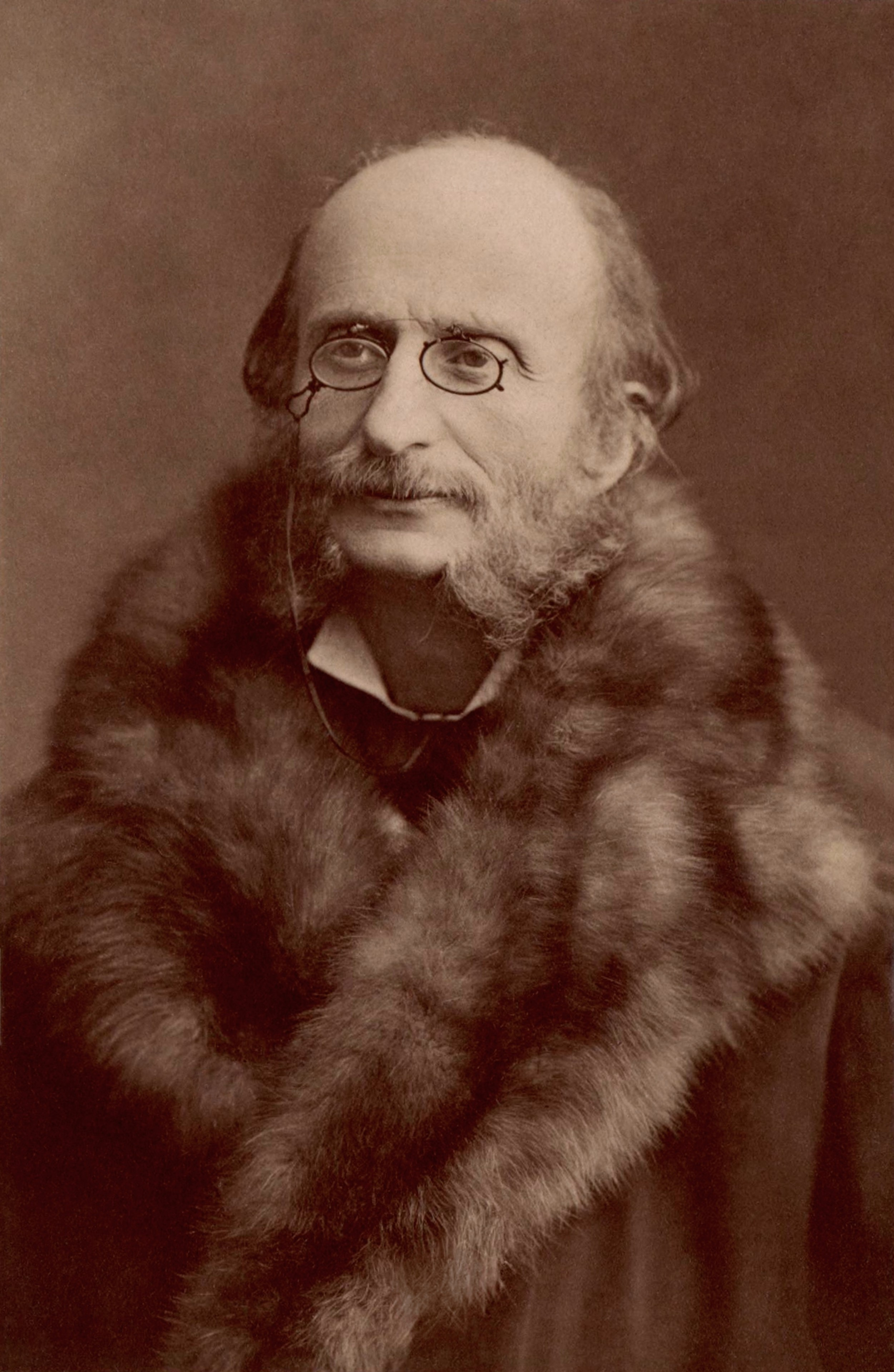
Jacques Offenbach

La Permission de dix heures är en opéra comique i en akt med musik av Jacques Offenbach och libretto av Mélesville och Pierre Carmouche. Texten omarbetades av Charles-Louis-Etienne Nuitter utifrån författarnas ursprungspjäs som hade haft premiär på Théâtre du Palais-Royal den 17 april 1841.
Offenbachs opéra comique spelades första gången i Bad Ems den 9 juli 1867 och sattes upp i Paris 1873 men utan att bli någon större framgång.

## Historia
Operetten var ursprungligen tänkt att få premiär 1866 men senarelades till 1867. Den franska premiären ägde rum på Théâtre de la Renaissance i Paris den 4 september 1873  där den framfördes 39 gånger.
En uppsättning sattes upp på Carltheater i Wien med titeln Urlaub nach Zapfenstreich i februari 1868, och den sattes även upp i Budapest i juni 1871 som Takarodo után.

## Personer
| Roller                                          | Röststämma | Premiärbesättning, Bad Ems 9 juli 1867 (Dirigent:) | Parisbesättning, 4 september 1873 (Dirigent: Charles Constantin) |
| ----------------------------------------------- | ---------- | -------------------------------------------------- | ---------------------------------------------------------------- |
| Larose Pompon, soldat i franska armén           | baryton    | Grillon                                            | Falchieri                                                        |
| Lanternick, sergeant i samma regemente          | tenor      | Gourdon                                            | Bonnet                                                           |
| Le Père Brousaille, garde-champêtre             | tenor      |                                                    | Caliste                                                          |
| Un caporal                                      | tenor      |                                                    | En Mertz                                                         |
| Madame Jobin, änka                              | sopran     | Colas                                              | Anna Dartaux                                                     |
| Nicole, hennes niece                            | sopran     | Marie Lemoine                                      | Laurence Grivot                                                  |
| Kör : Franska soldater, en servitör, en tjänare |            |                                                    |                                                                  |

## Handling
Soldaten Larose Pompon är förlovad med Nicole. Hennes tant, den rika madame Jobin, har förbjudit henne att gifta sig förrän hon själv är omgift. Larose undrar vem han kan finna till madame Jobin och de älskande planerar att mötas än en gång klockan nio samma kväll. Sergeant Lanternick gör entré; Larose får idén att han kan vara lösningen. Genom att låtsas vara berusad och närma sig Jobins hus ger han Lanternick möjligheten att rädda damerna från hans intrång. Men Lanternick är alltför blyg att göra något och tackar nej till att bjudas in på middag men förklaringen att han inte har tillstånd till tio timmars permission. Nicole avslöjar för sin tant att Larose är hennes älskade och madame Jobin, som känner översten på regementet, lovar se till att han får permission. När Lanternick kommer försöker Nicole få honom intresserad av Jobin, men Lanternick tror att det är Nicole som gillar honom. Larose får sergeanten att skriva ett brev till Nicole men han tänker ge det till Jobin. Kvällssignalen ljuder. Då endast en av soldaterna har nattpermission återvänder de båda till regementet. I mörkret anlägger Larose samma dialekt som Lanternick och frågar madame Jobin om hon vill ta en promenad med honom. Vaktchefen Broussaille går sin rond och stöter på två par: Larose med Jobin, Nicole med Lanternick. I förvirringen uppvaktar soldaterna fler kvinna och en kysskvartett uppstår. Lanternick hamnar framför madame Jobin och faller på knä framför henne, vilket alla tar som tecken på att han friar, till all lycka för Nicole och Larose.

## Musiknummer
- Ouvertyr
- Air « Faut lui trouver un garçon » (Larose)
- Couplets « Faut que j’fasse un p’tit gonnaissance » (Lanternick)
- Trio et Quatuor « Chacun son écot »
- Couplets « La permission de dix heures »
- Couplets « Allons! Ne vous désolez pas » (Nicole)
- Trio de la retraite « Larose, entends tu la retraite? »
- Couplets « A cette démarche légère » (Mme Jobin)
- Morceau d’ensemble « Ah! Quelle douce ivresse »
- Final « La permission de dix heures »